# Nizatidine
Nizatidine is een geneesmiddel dat de productie van maagzuur en pepsine remt.

## Werking
Het geneesmiddel behoort tot de groep H2-receptorantagonisten. 

## Indicaties
Het wordt gebruikt bij 
- Brandend maagzuur
- Refluxoesofagitis
- Maag- en darmzweer

## Mogelijke nevenwerkingen
Bij minder dan 5% treden nevenwerkingen op. De meest voorkomende zijn:
- Hoofdpijn
- Moeheid
- Huideruptie
- Spierpijn
- Mentale verwardheid (vooral bij hoge doses, bij bejaarden of bij nierinsufficiëntie)
- Interstitiële nefritis en hepatitis (zelden)
- Reversibele gynaecomastie
- Impotentie (zelden)